# شارل مرشالک
شارل مرشالک (فرانسوی: Charles Maerschalck‎؛ ۱۸۸۷ – ۶ مارس ۱۹۵۴) ژیمناست هنری اهل بلژیک بود.